# Alonso de Alcalá y Herrera
Alonso de Alcalá y Herrera (Lisbona, 1599 – Alcalá  de Henares, 1682) è stato un poeta spagnolo.
Nato in Portogallo, i suoi componimenti si distinguono per una certa originalità.
Il poeta decise talvolta di comporre novelle senza una determinata vocale.

## Opere
- Varios effetos de amor en cinco novelas exemplares (1641)
- Jardin anagramático de divinas flores lusitanas hespanholas y latinas (1654)
- Corona y Ramillete de Flores salutiferas, antidoto del alma (1677)